# Dujiaoqu
Dujiaoqu (kinesiska: 杜交曲, 杜交曲镇) är en köping i Kina. Den ligger i provinsen Shanxi, i den norra delen av landet, omkring 58 kilometer väster om provinshuvudstaden Taiyuan. Antalet invånare är 4 493. Befolkningen består av 2 018 kvinnor och 2 475 män. Barn under 15 år utgör 17,0 %, vuxna 15-64 år 71 %, och äldre över 65 år 11,0 %.
Genomsnittlig årsnederbörd är 689 millimeter. Den regnigaste månaden är juli, med i genomsnitt 232 mm nederbörd, och den torraste är december, med 4 mm nederbörd.